# Пердифумо
Пердифу̀мо (на италиански: Perdifumo; на неаполитански: Pierdifum', Пиердифумъ) е село и община в Южна Италия, провинция Салерно, регион Кампания. Разположено е на 425 m надморска височина. Населението на общината е 1784 души (към 2010 г.).